# سقوط کردن (فیلم)
سقوط کردن (به انگلیسی: The Falling) فیلم درام و مرموز بریتانیایی محصول سال ۲۰۱۵ است که توسط کارول مورلی نوشته و کارگردانی شده‌است. میسی ویلیامز و فلورنس پاف در نقش دو دوست صمیمی در یک مدرسه دخترانه هستند. گرتا اسکاکی، مونیکا دولان، مکسین پیک و متیو یبنتون از دیگران بازیگران این فیلم هستند. مرحله تولید از اکتبر ۲۰۱۳ آغاز شد. نمایش ابتدایی آن در ۱۱ اکتبر ۲۰۱۴ در فستیوال فیلم لندن بود و در ۲۴ آوریل ۲۰۱۵ نیز در سینماهای بریتانیا به نمایش درآمد. این فیلم با بودجه ۷۵۰۰۰۰ پوندی، درگیشه ۴۶۸۷۶۲ پوند بدست آورد.

## داستان
در سال ۱۹۶۹، لیدیا و ابی در یک مدرسه دخترانه و انگلیسی باهم دوست هستند. مادر لیدیا به او بی‌توجه است و از مکان‌های باز هراس دارد. لیدیا روی ابی تمرکز می‌کند. ابی دربارهٔ امیال جنسی خود کنجکاو است و از پسری حامله است و گاه گاهی بیهوش می‌شود. درهمین وضع، با برادر لیدیا هم رابطه جنسی برقرار می‌کند. طی ماجرایی دوباره حالش بد می‌شود و می‌میرد. کمی بعد از خاکسپاری ابی، لیدیا هم دچار حملات غش می‌شود و این حالت مسری می‌شود. دختران زیادی و یک معلم جوان در مدرسه بی‌اختیار چندین بار بیهوش می‌شوند. لیدیا قانع می‌شود که مدیر باید کاری کند.
وقتی یک جلسه بخاطر غش دسته جمعی کنسل می‌شود، مدرسه موقتاً بسته می‌شود و تمام دانش آموزان بیمار به بیمارستان فرستاده می‌شوند. وقتی هیچ دلیلی یافت نمی‌شود، مدرسه دوباره باز می‌شود و لیدیا اخراج می‌شود. همان شب، لیدیای باکره با کنت رابطه جنسی برقرار می‌کند. مادرش، آیلین، آن‌ها را می‌بیند و با چاقو، کنت را از خانه بیرون می‌اندازد. بعد به مشاجره با لیدیا می‌پردازد و معلوم می‌شود لیدیا محصول یک تجاوز جنسی است.
بعد از این ماجرا، لیدیا از خانه فرار می‌کند و آیلین مجبور می‌شود دنبالش کند؛ درحالیکه حدود ۱۶سال است از خانه خارج نشده‌است. در حین جستجو، به یاد صحنه‌هایی از تجاوز جنسیش می‌افتد و نهایتاً لیدیا را پیدا می‌کند. او از درختی بالا رفته و بخاطر مرگ ابی بهم ریخته‌است. آیلین از او خواهش می‌کند پایین بیاید اما لیدیا از بالای درخت داخل دریاچه‌ای میفتد.
آیلین آب را می‌گردد و بدن لیدیا را پیدا می‌کند. او را دراغوش می‌گیرد و می‌فهمد با بی‌توجهی به دخترش آسیب بزرگی به او وارد کرده‌است. لیدیا به هوش می‌آید و فیلم با صحنه آشتی مادر و دختر تمام می‌شود؛ درحالیکه لیدیا نهایتاً گریه می‌کند و سعی می‌کند با مرگ ابی کنار بیاید.